# 1244

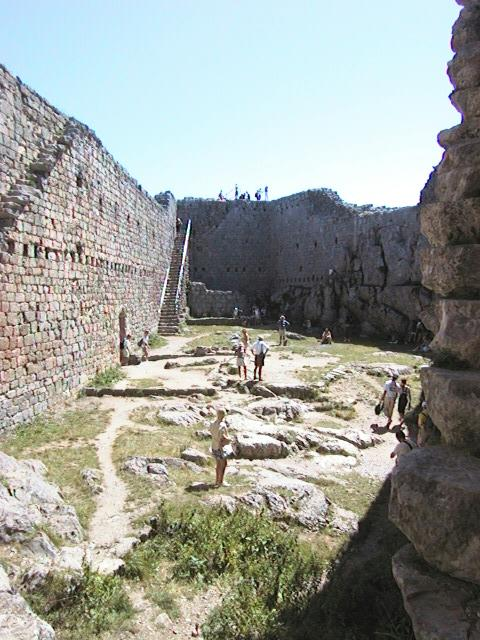
Montségur

Het jaar 1244 is het 44e jaar in de 13e eeuw volgens de christelijke jaartelling.

## Gebeurtenissen
- 15 juli-23 augustus - Beleg van Jeruzalem. De Ajjoebiden nemen Jeruzalem in, waarmee de stad definitief in moslimhanden valt.
  - 17-18 oktober - Slag bij La Forbie: De Ajjoebiden verslaan het koninkrijk Jeruzalem en diens bondgenoten. Het koninkrijk Jeruzalem is hiermee definitief verzwakt.
- 16 maart - Val van Montségur, het laatste bolwerk van de Katharen. Circa 200 van de belegerenden weigeren de ketterij af te zweren, en worden verbrand. Einde van de Albigenzenkruistocht.
- Sakya Pandita wordt vanuit Tibet naar het Mongoolse hof in Lanzhou ontboden.
- 26 maart - Verdrag van Almizra: De grenzen tussen Valencia en Castilië worden vastgelegd.
- De Meriniden verovern Taza en Meknes.
- Ferdinand III van Castilië verovert Mula, Lorca en Cartagena.
- In de bul Impia judeorum perfidia stelt paus Innocentius IV dat de Talmoed verbrand moet worden, en het lezen en verspreiding ervan verboden.
- Het graafschap Katzenelnbogen wordt verdeeld in Alt-Katzenelnbogen en Neu-Katzenelnbogen
- De opvolging van Margaretha II als gravin van Vlaanderen en Henegouwen leidt tot de Vlaams-Henegouwse Successieoorlog tussen de families van haar eerste echtgenoot Burchard van Avesnes en die van haar tweede echtgenoot Willem II van Dampierre.
- Stadsrechten voor Maaseik
- stichting van Friedland
- kloosterstichtingen: Abdij van Binderen (Helmond, jaartal bij benadering), Abdij van de Thure (Solre-sur-Sambre)
- oudst bekende vermelding: Grijpen, Kasterlee, Kralingen, Michalovce, Ystad

## Opvolging
- Anhalt: Hendrik I opgevolgd door zijn zoons Hendrik II, Bernhard I en Siegfried I
- patriarch van Constantinopel: Manuel II na een periodie van sedisvacatie
- Duitse Orde: Gerard van Malmberg opgevolgd door Hendrik van Lohenlohe
- Leuchtenberg: Gerard III opgevolgd door Frederik II en Gerard IV
- Saluzzo: Manfred III opgevolgd door zijn zoon Thomas I
- Tempeliers: Armand de Périgord opgevolgd door Richard de Bures
- Vlaanderen en Henegouwen: Johanna opgevolgd door haar zuster Margaretha II

## Afbeeldingen

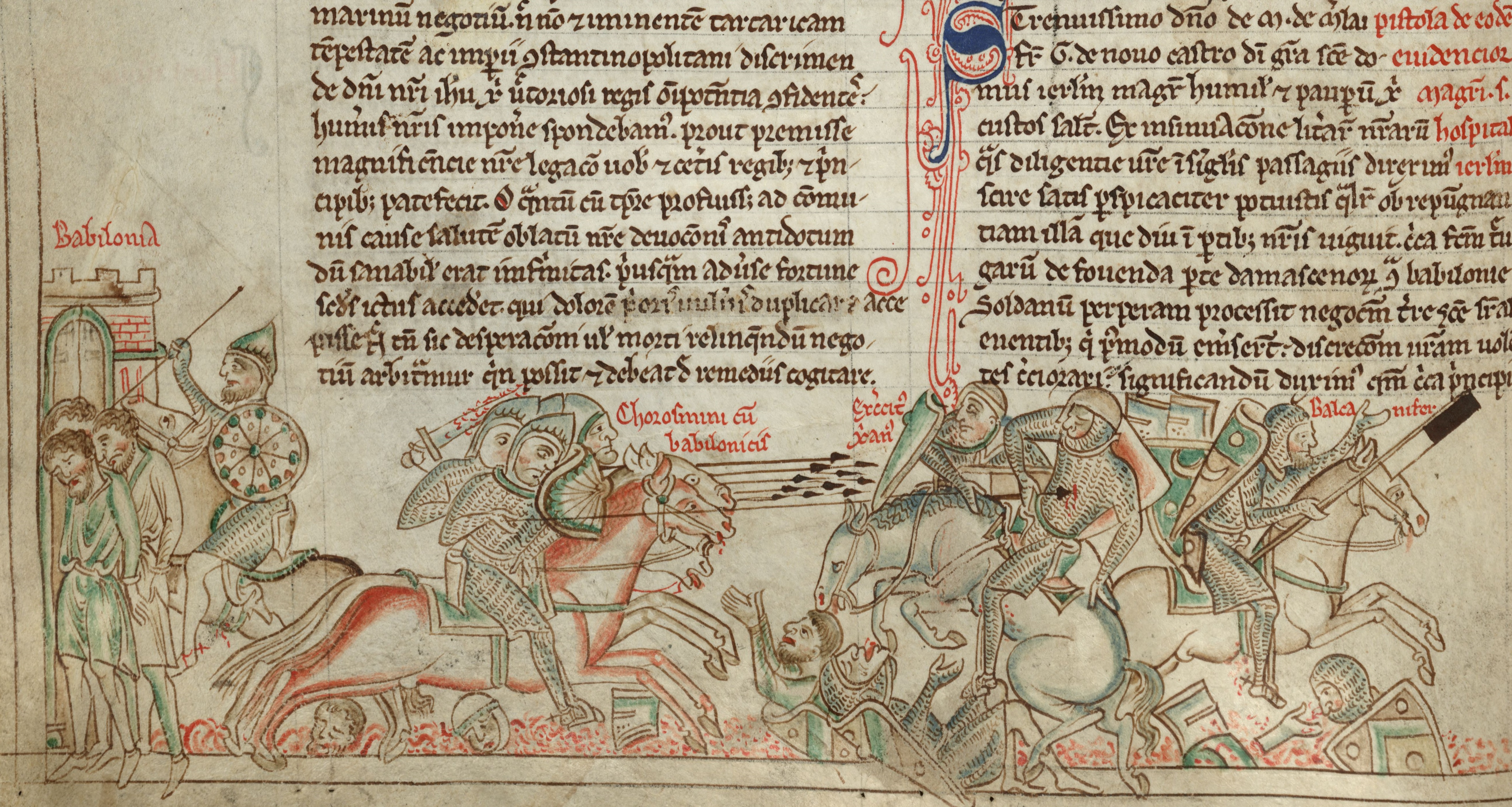
Slag bij La Forbie
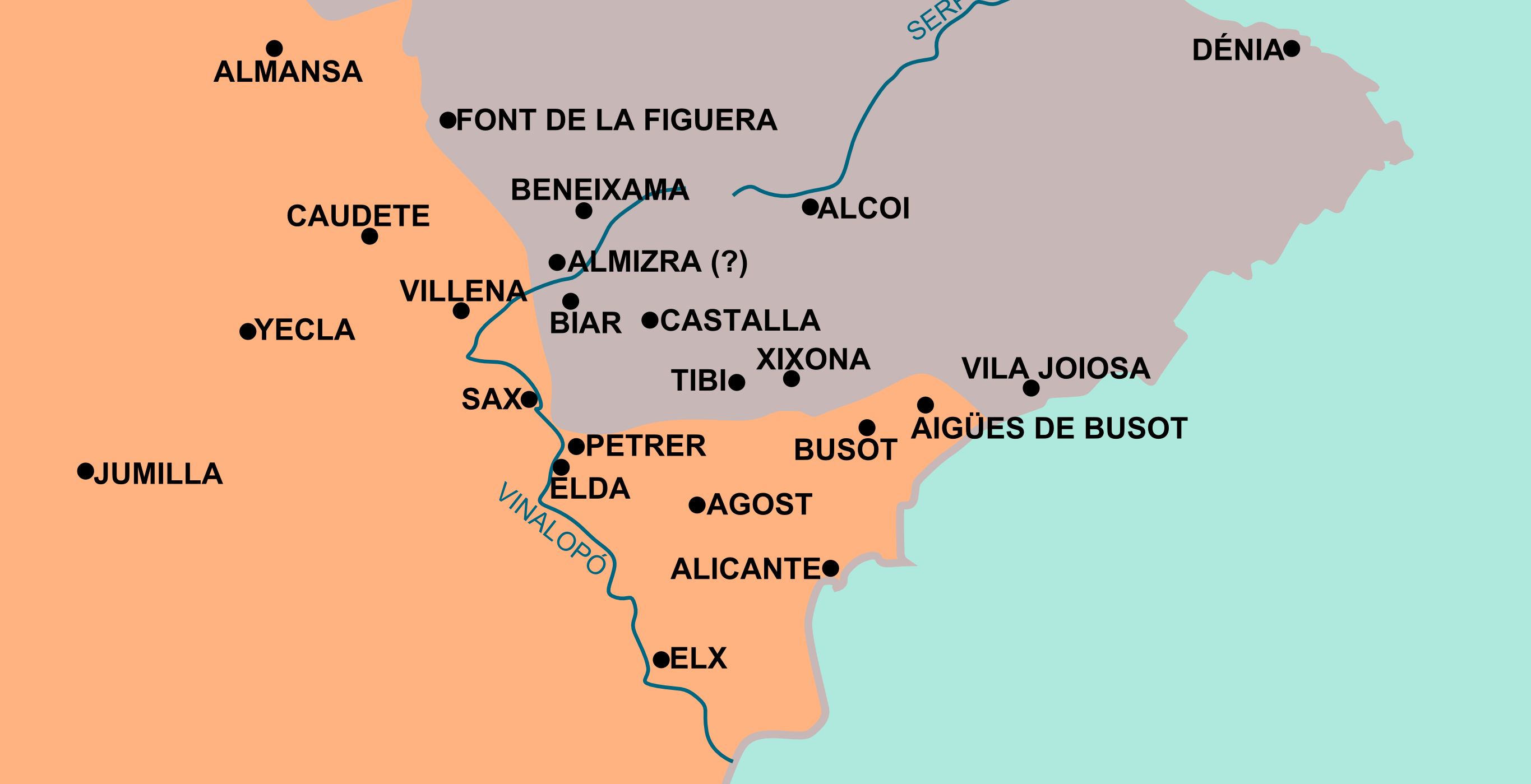
Verdrag van Almizra
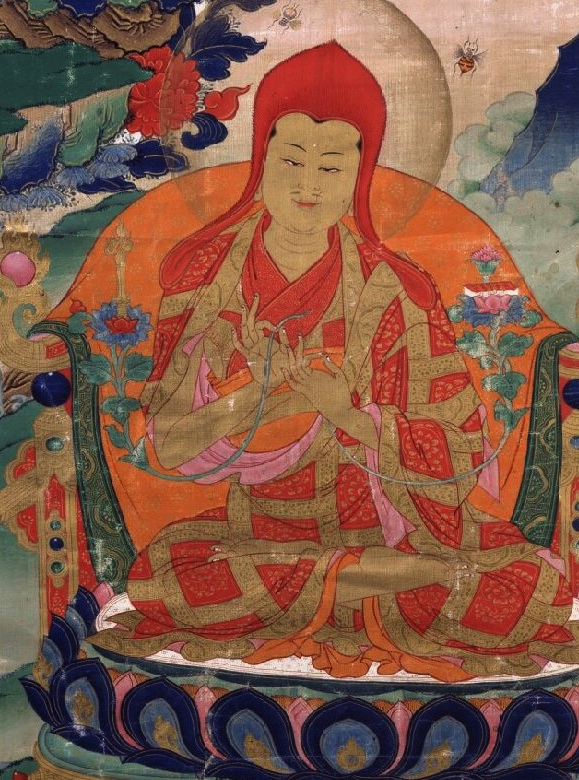
Sakya Pandita

## Geboren
- 24 juni - Hendrik I, landgraaf van Hessen
- Johan III van Brandenburg, Duits edelman (jaartal bij benadering)

## Overleden
- 5 december - Johanna van Constantinopel, gravin van Vlaanderen en Henegouwen
- Burchard van Avesnes, echtgenoot van Johanna van Constantinopel
- Eleonora van Castilië (~42), echtgenote van Jacobus I van Aragon